# Geo von Lengerke

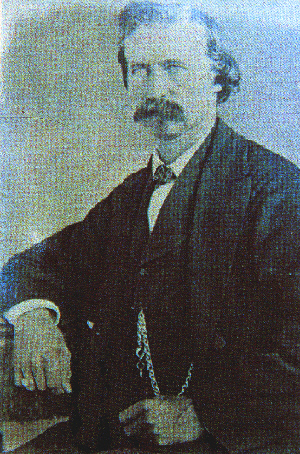
Geo von Lengerke, um 1870

Georg Ernst Heinrich „Geo“ von Lengerke (* 31. August 1827 in Dohnsen, Herzogtum Braunschweig; † 4. Juli 1882 in Zapatoca, Departamento de Santander, Kolumbien) war ein deutscher Ingenieur, Großgrundbesitzer und Kaufmann.

## Leben
Georg von Lengerke war das zweitjüngste von sieben Kindern des Kaufmanns und Gutsbesitzers Johann Abraham von Lengerke (1775–1831) und seiner Frau Emilie, geb. Lutterloh (1796–1888).  Mathematisch-technisch hochbegabt, studierte er am Collegium Carolinum in Braunschweig, dem Vorläufer der Herzoglich Polytechnischen Schule, und wurde Ingenieur. 1852 verließ er Deutschland. Die Gründe dafür hat er nie offengelegt. Eine Erklärung lautet, dass er bei einem Ehrenhandel wegen einer Frau seinen Widersacher im Duell mit dem Säbel tötete und fliehen musste.
Er wanderte nach Kolumbien aus, wo er sich fortan Geo von Lengerke nannte, und ließ sich im Bundesstaat Santander nieder. Als einer der Ersten erkannte er das Potential des Anbaus von Chinarindenbäumen in dieser Region. Der Handel mit Chinarinde (Chinin) machte ihn reich. Er investierte sein Vermögen in die Urbarmachung brachliegender Ländereien, die ihm der kolumbianische Staat 1862 übertrug bzw. die er zuvor schon gekauft hatte. Sein Besitz erstreckte sich über mehr als 12.000 ha. In der Nähe von Betulia schuf er die Hazienda Montebello, die bald zu einem Mittelpunkt des gesellschaftlichen Lebens zwischen Bucaramanga und dem Río Magdalena wurde, ungeachtet des Umstandes, dass Lengerke ein Lutheraner und Freidenker inmitten katholischer und konservativer aristokratischer Familien war. Er baute Tabak, Kakao und Kaffee an und führte zur Verarbeitung der Ernten teils von ihm selbst weiterentwickelte Maschinen und neue Verfahren ein. Außerdem betrieb er in Bucaramanga das Handelsgeschäft mit Importwaren. Zur Erschließung der Region ließ er – hier kam ihm seine Ausbildung als Ingenieur zugute – ein Netz von Straßen anlegen und zahlreiche Brücken über Flüsse und Schluchten bauen. Einige seiner Brücken werden bis heute genutzt.
Nach dem Ende der Chinarinden-Konjunktur konnte Lengerke die Kosten seiner landwirtschaftlichen Betriebe nicht mehr erwirtschaften. Zwar nicht verarmt (wie es in älteren Darstellungen hieß), aber doch in – für ihn – bescheidenen Verhältnissen starb er 1882 und wurde unter großer öffentlicher Beteiligung in Zapatoca bestattet. Sein Grabstein ist noch heute zu sehen.

## Nachleben
Sein Leben ähnelte dem eines Feudalherren. Außerdem galt er als Frauenheld, und Berichte über die brutale Vertreibung der Indios, insbesondere der Yariguies, aus seinem Einflussgebiet stellen ihm ein ambivalentes Zeugnis aus. Im heutigen Departamento Santander in Kolumbien ist Geo von Lengerke, als „der Brückenbauer“ bekannt, dennoch ein Volksheld. Um sein Leben und um seine den Zeitgenossen exzentrisch erscheinenden Einfälle ranken sich viele Gerüchte und Legenden.
Der Roman "La otra raya del tigre" des kolumbianischen Schriftstellers Pedro Gómez Valderrama (1923–1992) setzte ihm ein literarisches Denkmal.

## Werke
- Geo von Lengerke: Palabras del dialecto de los indios del Opone. Palabras indias dictadas por un Indio de la tríbu de Carare. In: Zeitschrift für Ethnologie, Wiegandt, Hempel & Parey (Berlin), Jg. 10 (1878).